# Ла-Флорида (Чилі)

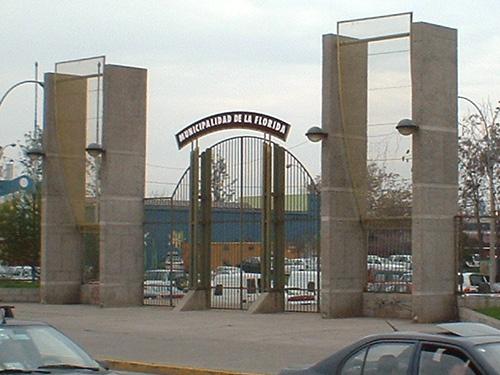
Муніципалітет Ла-Флорида

Ла-Флорида (ісп. La Florida) — комуна в Чилі. Одна з міських комун міста Сантьяго. Входить до складу провінції Сантьяго і Столичного регіону.
Територія — 70,2 км². Чисельність населення — 366 916 мешканців (2017). Щільність населення — 5226,7 чол./км².

## Розташування
Комуна розташована на південь міста Сантьяго.
Комуна межує:
- на півночі — з комунами Макуль, Пеньялолен
- на сході — з комуною Сан-Хосе-де-Майпо
- на півдні — з комуною Пуенте-Альто
- на заході — з комунами Сан-Хоакін, Ла-Гранха, Ла-Пінтана